# Die Nadel
Die Nadel ist ein 1978 beim Futura-Verlag erschienener Roman von Ken Follett (Originaltitel: Storm Island bzw. Eye of the Needle). Er wurde 1981 unter dem gleichnamigen Titel verfilmt (u. a. mit Donald Sutherland) (englischer Titel: Eye of the Needle).

## Inhalt

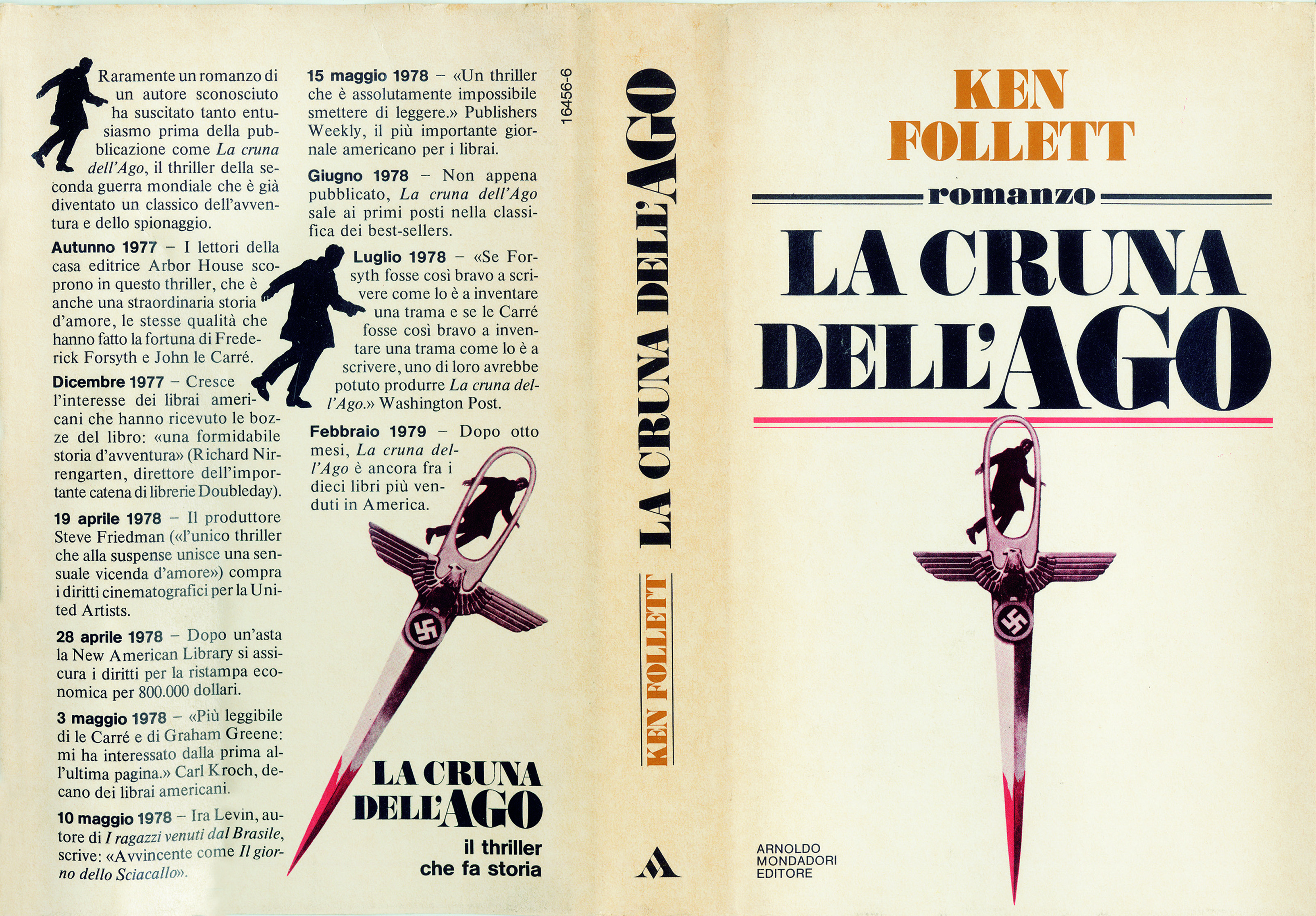
Titelseite der italienischen Ausgabe (Mondadori 1979).

Die Geschichte beginnt 1940 in England, wo ein – dort meistens unter dem Namen Henry Faber (getauft als Henrik Rudolf Hans von Müller-Guder) operierender und der britischen Spionageabwehr später unter dem Rufnamen „Die Nadel“ bekannter – deutscher Spion die Hausbesitzerin Mrs. Garden mit einem Stilett (daher sein Rufname) tötet, nachdem sie in sein Zimmer eingedrungen war, während er eine codierte Nachricht sendete, und die Gefahr seiner Enttarnung bestand.
1944 bekommt er von einem anderen Spion einen kriegswichtigen Auftrag. Er soll einen großen Stützpunkt der britischen Armee beobachten, um dessen Stärke und Gefährlichkeit einzuschätzen. Aus Vorsicht bringt Faber den anderen Spion eiskalt um, da dieser vom MI5 beschattet wird und ihn im Falle einer Festnahme verraten könnte. Dies war jedoch ein Fehler, da die zwei Agenten Godliman und Bloggs einen Zusammenhang zwischen diesem Mord und dem Mord an Mrs. Garden erkennen können. Der junge Parkins, der 1940 wie Faber ein Mieter von Mrs. Garden war, kann Faber auf einem alten Bild aus Deutschland wiedererkennen. Die Jagd beginnt.
Faber gelangt mit einem gemieteten Boot ganz in die Nähe des geheimen Sperrgebiets im Süden Englands. Faber findet dort heraus, dass die riesige Armee nichts als Pappe und Attrappe ist und somit den Deutschen vorgaukeln soll, dass die Landung der Alliierten in Calais anstatt wie geplant in der Normandie stattfinden soll. Er hält seine Entdeckungen mit Fotoaufnahmen fest. Bei seinem Rückweg zum Boot muss er vier Männer der Bürgerwehr ermorden, die ihn festnehmen wollten, da er sich ohne Grund in der Nähe des Sperrgebietes aufhielt. Danach flieht er. Während seiner Flucht bricht er in ein Fotolabor ein und entwickelt die Filme. Die Bilder will er über einen Verbündeten in der portugiesischen Botschaft an die deutsche Botschaft in Portugal übermitteln. Zur Sicherheit will er die Negative zusätzlich persönlich mit Hilfe eines in Schottland wartenden, deutschen U-Bootes nach Deutschland bringen.
Als ein Mitarbeiter der portugiesischen Botschaft die Bilder dem MI5 übergibt, wird Godliman und Bloggs klar, wie gefährlich der Spion Faber für den weiteren Kriegsverlauf sein wird. Sie finden heraus, dass sich Faber mit einem Zug in Richtung Schottland absetzen will. Sie schicken Parkins, als Schaffner verkleidet, in den Zug, in dem sie Faber vermuten, da dieser Faber als einziger identifizieren kann.
Faber erkennt die Falle jedoch und tötet Parkins. Faber weiß nun, dass er verfolgt wird und er das U-Boot an der Küste erreichen muss, bevor er geschnappt wird. Er entkommt seinen Verfolgern, indem er sich auf dem Kohlewagen des Zuges versteckt, und der MI5 so zunächst seine Spur verliert. Auf seinem Weg nach Schottland stiehlt er ein altes Auto. Als dieses einen Motorschaden erleidet, wird er per Anhalter bis nach Aberdeen mitgenommen. Dort „organisiert“ Faber ein Boot, um zum Treffpunkt mit dem U-Boot zu gelangen, kommt jedoch in einen heftigen Sturm und kentert. Mit viel Glück landet er auf der kleinen Insel Storm Island, auf der nur ein Schafhirte namens Tom, ein Ehepaar, Lucy und ihr beinamputierter Mann David, und deren Kind Jo leben.
Mit der Zeit finden Godliman und Bloggs das gestohlene Auto, und aufgrund der landesweiten Suchaktion nach Faber meldet sich auch der Fahrer, der Faber bis nach Aberdeen mitgenommen hat. Die beiden Männer vom MI5 kombinieren gut und vermuten, dass Faber mit dem gestohlenen Boot geflohen sein muss. Sie nehmen an, dass er in dem schweren Sturm auf See umgekommen ist, doch Godliman will sichergehen und ordnet an, die nahe gelegene Insel zu überprüfen, sobald sich der Sturm gelegt hat.
Der durch die Havarie geschwächte Faber findet Unterschlupf bei dem Ehepaar Rose. Die Ehefrau Lucy Rose ist seit dem Autounfall ihres Mannes David, bei dem dieser seine Beine verloren hat, sexuell frustriert und lässt sich auf eine Affäre mit Faber ein. Jedoch bemerkt dies der misstrauische David, der vor seinem Unfall eine Karriere als Jagdflieger bei der Royal Air Force (RAF) begonnen hat, und findet auch zufällig die Negative in Fabers Jackentasche. Er vermutet, dass Faber ein deutscher Spion ist, und stellt ihn bei einer Autofahrt zur Rede. Ein Kampf bricht aus. Faber verliert diesen Kampf gegen den zwar behinderten, aber doch muskulösen David fast, kann ihn dann doch letztendlich die Klippen herunterstürzen und somit töten.
Faber wird aber verletzt und erklärt deshalb Lucy, dass es beim Schafhirten Tom einen Unfall mit den Schafen gegeben habe und David dort geblieben sei, um die verwundeten Tiere zu pflegen. Lucy glaubt ihm, findet aber am nächsten Tag die angeschwemmte Leiche Davids am Strand. Ihr wird klar, dass Faber der Stilettmörder aus London sein muss. Sie und ihr Sohn Jo fliehen mit dem Auto vor Faber, um bei dem Schafhirten Tom in Sicherheit zu gelangen. Dieser wurde aber schon zuvor von Faber getötet. Faber folgt Lucy zu Toms Haus. Dort kommt es zum Kampf zwischen Lucy und dem Spion. Lucy verbarrikadiert das Haus, hetzt den Hund auf ihn, schießt mit einer Schrotflinte auf ihn und hackt ihm schließlich zwei Finger ab. Dem verletzten Faber gelingt es aber doch noch, Lucy zu überwältigen. Er lässt sie wegen einer gewissen Sympathie zu ihr jedoch am Leben.
Als Faber mit dem U-Boot per Funk Kontakt aufnehmen will, schafft es Lucy, die Stromverbindung zu unterbrechen, und zwar dadurch, dass sie die Kontakte einer Glühbirnen-Fassung mit den Fingern überbrückt, was ziemlich schmerzhaft ist und nun sogar Faber zur Bewunderung dieser unglaublich willensstarken Frau nötigt. Er sieht damit nur noch die Möglichkeit, an die Küste zu rennen und zu hoffen, dass man ihn von dort aus sieht. Er steigt eine Klippe hinunter, wird aber von Lucy mit letzter Kraft mit Felsbrocken von oben beworfen und stürzt schließlich in den Tod.
Kurz darauf trifft das MI5 auf der Insel ein, um Lucy zu retten. Durch die von den Deutschen unbemerkte Tötung Fabers gelingt es dem britischen Geheimdienst, einen gefälschten Funkspruch im Namen Henry Fabers abzusenden, der Hitler davon überzeugt, dass die Alliierten in Calais landen werden und nicht in der Normandie. Durch den Heldenmut Lucys gelangten die Negative nie in den Besitz der Deutschen, und der Krieg konnte durch die geniale Falle der Alliierten in der Normandie gewonnen werden.

## Ausgabe
- Ken Follett: Die Nadel. Aus dem Englischen von Bernd Rullkötter, neu bearbeitet von Walter Bodemer, zuletzt bei Lübbe, Bergisch Gladbach, 38. Auflage 1997, ISBN 3-404-10026-3.